# Stéphane Bourgoin
Pour les articles homonymes, voir Bourgoin.
Stéphane Bourgoin ou parfois Etienne Jallieu, né le 14 mars 1953 à Paris, est un auteur français spécialisé dans le cinéma bis et les faits divers criminels.
Entre 1990 et 2020, il s'est présenté comme un expert en profilage criminel et criminologie et a été considéré comme tel par les médias français. En 2020, après la révélation d'invraisemblances dans sa biographie par différentes sources d'information, il est contraint d'avouer avoir menti sur plusieurs éléments de son passé qui accréditaient son prétendu statut d'expert.

## Biographie
Stéphane Bourgoin naît le 14 mars 1953, à Paris, de l'union entre Jean Bourgoin et sa troisième femme, Franziska. Sa mère a également été mariée deux fois auparavant. Élève médiocre, il est exclu à trois reprises de son lycée et ne possède aucun diplôme, alors que son père et son grand-père sont ingénieurs polytechniciens et ont eu des carrières prestigieuses au sein de l'armée française.
Son père, Jean Bourgoin, a mené une double vie pendant de nombreuses années, partageant son temps entre deux foyers : l'un avec son épouse officielle de l'époque, Franziska Gloeckner (résistante allemande qui a œuvré à Saint-Malo), et l'autre avec Béatrice Pourchasse, avec qui il a eu deux filles. Stéphane et ses demi-sœurs ne font connaissance qu'à l'âge d'une vingtaine d'années, peu de temps avant le décès de leur père en 1977, et les premiers témoignages de mensonges de la part de Stéphane Bourgoin remontent à 1978,.
Toutes les informations concernant ses parents ont été vérifiées par l'équipe du New Yorker dans les archives militaires françaises, et par le National Geographic pour le tournage de Killer Lies: Chasing a True Crime Con Man, qui relate les mensonges de Stéphane Bourgoin à travers le temps.

### Intérêt pour le cinéma bis
Dans les années 1970, Stéphane Bourgoin est chroniqueur de films de série B et d'horreur dans les fanzines Vampirella et L'Écran fantastique.
En 1974, il part pour les États-Unis où il joue le rôle d'homme à tout faire pour des productions cinématographiques à petit budget. Il est assistant sur les plateaux de quelques films pornographiques mineurs. En 1978, il scénarise trois films pornographiques : Extreme Close-Up, sorti aux États-Unis en 1979 et au Japon en 1982 (inédit en France), Johnny does Paris sorti aux États-Unis en 1981 et renommé All American Stud lors de sa sortie en VHS et La Bête et la Belle qui semble n'avoir jamais été monté, alors qu'il aurait peut-être été le projet le plus ambitieux. L'ensemble est réalisé en deux ou trois semaines par Charles Webb, tourné avec John Holmes, à Paris et en Bretagne, avec une équipe technique française, des comédiens français confirmés dont Jacques Marbeuf et Diane Dubois et quelques actrices américaines.
De retour en France, Stéphane Bourgoin devient salarié de la librairie parisienne Au Troisième Œil, qu'il rachète en 1981. Cette entreprise commerciale, fondée en 1973 par l'éditeur François Guérif, est spécialisée dans le cinéma, la science-fiction et le roman policier,,. Dans les années 1980, il écrit des livres sur le cinéma bis.
En 1990, il fait une apparition dans le Portrait de groupe no 127 : Le jury du Prix Très Spécial du Cinématon de Gérard Courant.
En 1999, il est membre du jury « longs métrages » lors du festival Fantastic'Arts 1999 à Gérardmer, en France, aux côtés du chanteur Johnny Hallyday et de l'acteur américain Robert Englund,.
Stéphane Bourgoin est le présentateur de la collection DVD Serial Polar, sortie chez Bach Films entre 2007 et 2010, qui regroupe des longs métrages méconnus de réalisateurs de renom (Anthony Mann, Richard Fleischer, Michael Curtiz, etc.) et des films décalés de série B.

### Intérêt pour les histoires de meurtres
Depuis les années 1990, Stéphane Bourgoin se présente comme un expert des serial-killers. Il explique que cet intérêt pour la compréhension de ce qui se passe dans la tête des tueurs en série lui est venu de la découverte du corps de sa compagne « Eileen », « tuée, violée et découpée en morceaux » dans leur appartement de Los Angeles en 1976.
À la suite de ce meurtre, Bourgoin prétend qu'un policier lui a fait rencontrer — par compassion ou pour l'aider dans sa démarche — ses premiers tueurs en série en 1978. Il affirme que le même policier lui aurait accordé l'autorisation exceptionnelle d'assister aux cours de formation au profilage dispensés aux membres du personnel du FBI à Quantico aux États-Unis. De 1990 à 2020, il se présente régulièrement dans les médias français comme spécialiste mondial du profilage criminel, et travaillant à ce titre avec le FBI.
Il dit notamment avoir obtenu un entretien avec le meurtrier Richard Chase en 1979.
Il affirme avoir ainsi rencontré, en 1986, l'assassin d'Eileen, « condamné à mort et détenu en Californie ».
À partir des années 1990, en s'inspirant des ouvrages de John Douglas, Stéphane Bourgoin écrit des livres compilant des informations sur des histoires de meurtriers et publiés sous son nom ou sous le pseudonyme d'Étienne Jallieu.
À l'automne 1991, il tourne avec la productrice Carol Kehringer un documentaire comportant des interviews avec le spécialiste du profilage criminel John Douglas, ainsi qu'avec les meurtriers Gerard Schaefer, Otis Toole et Ed Kemper,. Par la suite, il participera à d'autres émissions de télévision autour du même thème,,.
En 1993, les éditions Grasset publient Serial killers : Enquête sur les tueurs en série. L'ouvrage est un succès en librairie grâce à plusieurs rééditions et Stéphane Bourgoin décide d'exploiter le filon.
Des années 1990 à 2020, grâce au succès de ce livre, Stéphane Bourgoin est régulièrement invité dans les médias français pour s'exprimer sur différentes affaires judiciaires. Il est alors présenté comme expert en criminologie de renommée mondiale,, ce qui est démenti en 2020. La promotion que lui offrent les journalistes lui permet de se constituer une base de fans et d'organiser des tournées de conférences promotionnelles payantes au cours desquelles il étoffe son autobiographie fictionnelle.
Cette promotion médiatique lui permet de se faire inviter comme conférencier par la Gendarmerie nationale française. Ainsi Stéphane Bourgoin est conférencier pendant près de dix ans — jusqu'en 2007 — au Centre national de formation à la police judiciaire de l'école de la Gendarmerie nationale française, et à l'École nationale de la magistrature en 2015 et 2018. Il prétend avoir donné des cours à l'École nationale de l'administration pénitentiaire.
En tant que proche d'une victime de tueur en série, Stéphane Bourgoin est membre de l’association Victimes en Série (ViES), qui rassemble notamment des proches des « disparus de Mourmelon »,.
En 2014, dans Qui a tué le Dahlia Noir ?, l'écrivain prétend avoir résolu l'affaire du Dahlia noir,.
En 2019, il affirme avoir rencontré plus de 77 tueurs et tueuses en série dans le monde entier.
Dans certains de ses livres, Stéphane Bourgoin prétend avoir été acteur ou témoin direct d'événements en réalité vécus par d'autres personnes, en particulier John Douglas et Micki Pistorius,,.

### Mensonges

#### Enquêtes
Début 2020, le récit de Bourgoin est remis en question dans une série de vidéos publiées sur la chaîne YouTube « 4ème Œil Corporation ». Ce travail est ensuite repris dans d'autres médias.
En avril 2020, le site Arrêt sur images constate ainsi des incohérences dans la biographie de Stéphane Bourgoin et, à son tour, émet des doutes sur leur véracité. Le site s'interroge notamment sur la crédibilité à accorder à la rencontre entre Bourgoin et Charles Manson, ainsi qu'à une supposée carrière de footballeur professionnel. Il affirme également que Bourgoin s'est approprié les récits des auxiliaires de police sud-africains Micki Pistorius et Derick Norsworthy et de l'agent du FBI John E. Douglas,,. Arrêt sur images s'interroge également à propos de la complaisance dont a bénéficié Stéphane Bourgoin de la part de nombreux médias, qui l'ont invité à de multiples reprises en le présentant comme un spécialiste, puis comme un expert des tueurs en série (HuffPost, Melty, BFM TV, France Info, RMC, CNews, Les Inrockuptibles, France 5, France 2).
Par la suite, le journal Le Monde affirme que Stéphane Bourgoin n'a jamais collaboré avec le FBI et émet de sérieuses réserves sur la réalité du meurtre de sa compagne dans les années 1970. De son côté, le magazine So Foot dément son passé de footballeur au sein du Red Star et d'adversaire de Michel Platini.
Une enquête journalistique, parue fin avril 2020 dans le journal régional Le Progrès, conteste le nombre des entretiens de tueurs en série réalisés par Stéphane Bourgoin, estimant qu'il serait plus proche de la dizaine que des presque 80 revendiqués.
Un gendarme contacté par France Inter affirme que Stéphane Bourgoin n'a pas participé à la création du Groupe d’analyse comportementale (GAC), le département spécialisé en profilage criminel de la gendarmerie française. La gendarmerie précise qu'en dépit des échanges que l'homme a entretenus avec des enquêteurs français lors de conférences ou de séances de signature, il « n’a en revanche jamais été associé à un dossier en cours, n’a jamais été expert devant un tribunal et n’a jamais rencontré un suspect ou un condamné ».
Peu après la publication d'Arrêt sur images, site auquel l'auteur avait déjà confié son désir d'attaquer les vidéastes en justice, les vidéos de la chaîne YouTube « 4ème Œil Corporation » sont supprimées au motif de violation du droit d'auteur de Stéphane Bourgoin, avant d'être republiées sur d'autres plateformes. Dans le même temps, il se retire de la plupart des réseaux sociaux.

#### Aveux
Acculé, Stéphane Bourgoin avoue avoir menti sur son passé,. Il précise que l'histoire de l'assassinat de sa femme est un mensonge inspiré du meurtre, survenu en décembre 1975, de Susan Bickrest,,, une victime de Gerald Stano,, qu'il aurait peut-être fréquentée. Il n'a donc pas rencontré le détective chargé de l'enquête sur le prétendu assassinat d' « Eileen ».
En 2024, le youtubeur et mentaliste Clément Freze publie une vidéo dans laquelle Stéphane Bourgoin avoue n'avoir jamais fréquenté Susan Bickrest et révèle l'identité de la femme qu'il présentait comme étant Eileen. Il s'agirait en fait de l'actrice espagnole Rosa Valenty, rencontré brièvement sur le tournage du film Todos los gritos del silencio.
Stéphane Bourgoin avoue également qu'il n'a pas interrogé 77 meurtriers, mais sans préciser le nombre réel de ses entretiens. Il révèle aussi avoir inventé un tueur en série de toutes pièces dans son livre Malfosse, fiction écrite pour un jeu multimédia.
Après ces révélations, Stéphane Bourgoin se confie sur ses mensonges : « Parfois, je me fais des films dans ma tête. J'ai toujours voulu qu'on m'aime,. »

### Accusation d'atteinte aux droits à l'image et à la vie privée
Dans une lettre révélée par Le Parisien en août 2020, les éditions Glénat suspendent la commercialisation de l'une des bandes dessinées co-signées par Stéphane Bourgoin (avec Jean-David Morvan), consacrée à Michel Fourniret. Cette suspension fait suite aux griefs d'atteinte au droit à l'image et de violation de la vie privée portés par la présidente de l'association Victimes en Série (ViES), Dahina Sy-Le Guennan, victime de Michel Fourniret et représentée dans l'ouvrage. Les propos tenus dans la bande dessinée par un personnage pseudonyme de Bourgoin font également l'objet d'un litige.

## Publications

### Essais sur les tueurs en séries
- 1992 : Jack l'Éventreur[9], éditions Fleuve noir, collection Crime Story, no 7
- 1993 :
  - Serial killers : Enquête sur les tueurs en série, éditions Grasset[14],[8]
  - Le Cannibale de Milwaukee[9], éditions Fleuve noir, collection Crime Story, no 16, biographie de Jeffrey Dahmer
  - L'Étrangleur de Boston[9], éditions Fleuve noir, collection Crime Story, no 27, biographie d'Albert DeSalvo
- 1994 : Femmes tueuses, éditions Fleuve noir, collection Crime Story, no 37
- 1997 : Almanach du crime et des faits divers - 365 histoires vraies, éditions Méréal
- 1998 :
  - Le Vampire de Düsseldorf, éditions Méréal, collection Serial killers, no 2, biographie de Peter Kürten
  - L'Ogre de Santa Cruz, éditions Méréal, collection Serial killers, no 3, biographie d'Edmund Kemper
  - Le Monstre de Rochester, éditions Méréal, collection Serial killers, no 5, biographie d'Arthur Shawcross
  - La Main de la mort - Henry Lee Lucas, éditions Méréal, collection Serial killers, no 6, biographies de Ottis Toole et Henry Lee Lucas
- 2000 :
  - 100 ans de serial killers[9], éditions Méréal
  - Micki Pistorius, une femme sur la trace des serial killers, éditions 1, biographie de la profileuse Micki Pistorius
- 2001 : Le Nouvel Almanach du crime & des faits divers, éditions Édite
- 2004 :
  - Les Crimes cannibales, éditions Scènes de Crime, collection Histoires Vraies, no 1, ouvrage écrit sous le pseudonyme commun à Stéphane Bourgoin et Isabelle Longuet : Étienne Jallieu
  - Le Livre noir des sérial killers[9], éditions Grasset
- 2005 : Serial Killers : Les nouveaux monstres, éditions Scènes de Crime, collection Histoires Vraies, no 6, ouvrage écrit sous le pseudonyme Étienne Jallieu
- 2006 :
  - L'Année du Crime, éditions Scènes de Crime, collection Histoires Vraies, hors-série, ouvrage écrit sous le pseudonyme Étienne Jallieu
  - Le Dahlia Noir : Autopsie d'un crime de 1947 à James Ellroy, éditions Édite, ouvrage co-écrit avec Jean-Pierre Deloux
  - L'Almanach du crime & des faits divers : Sang pour sang nouveau, éditions Édite, contient un DVD titré Paroles de Serial killers
- 2007 : Infanticides, éditions Scènes de Crime, collection Histoires Vraies, no 18, ouvrage écrit sous le pseudonyme Étienne Jallieu
- 2008 : Les Clefs de l'affaire Fourniret : comprendre et lutter contre le crime en série, éditions Pascal Galodé, ouvrage co-écrit avec Jean-Maurice Arnould, Marie-Noëlle Bouzet et Hakima Chaouchi
- 2010 : Tueurs, éditions Grasset
- 2012 :
  - Mes conversations avec les tueurs, éditions Grasset
  - La Totale, Crimes et faits divers, éditions Édite, ouvrage composé de trois volumes : les deux almanachs publiés en 2001 et 2006, ainsi que l'ouvrage Art Killer qui contient 49 peintures et dessins du tueur en série Danny Rolling
- 2013 : 999 ans de serial killers[9], éditions Ring
- 2014 : Qui a tué le Dahlia Noir ? L'énigme enfin résolue[9], éditions Ring
- 2015 :
  - La Bible du crime, éditions La Martinière
  - Sex Beast : Sur la trace du pire tueur en série de tous les temps, éditions Grasset, biographie de Gerard Schaefer
- 2016 : True crime, éditions Ring, ouvrage coécrit avec les journalistes Frédéric Ploquin, Dominique Rizet et Frédérique Lantieri
- 2017 :
  - Serial Krimes, éditions Grasset
  - Moi, serial killer: Douze terrifiantes confessions de tueurs en série, éditions Grasset
- 2018 :
  - L'Homme qui rêvait d'être Dexter, éditions Ring, ouvrage qui rapporte des confessions de Mark Twitchell, un tueur canadien prétendument inspiré du personnage fictif Dexter Morgan, inventé par l'écrivain Jeff Lindsay[23]
  - L'Ogre des Ardennes : Les derniers secrets de Michel Fourniret, éditions Grasset
- 2019 :
  - Docteur Holmes[42], French Pulp éditions, une biographie de H. H. Holmes
  - The Green River Killer[42], French Pulp éditions, une biographie de Gary Ridgway
- 2021 :
  - Dans la tête d'Edmund Emil Kemper, l'ogre de Santa Cruz, Éditions Nicaise.
- 2022 :
  - Vesago, Le clan des vampires tueurs, Éditions JPO, biographie de Roderick Ferrell et autres tueurs buveur de sang à travers le monde.
- 2023 :
  - Le Boucher de Cleveland, AZ éditions

### Essais sur le cinéma
- 1983 :
  - Série B avec Pascal Mérigeau (Éditions Edilig / Cinégraphies)
  - Roger Corman (Éditions Edilig / Filmo)
- 1984 : Terence Fisher (Éditions Edilig / Filmo)
- 1986 : Richard Fleischer (Éditions Edilig / Filmo)
- 2002 : contribution à l'anthologie Le Cinéma X, éditée par La Musardine.

### Direction d'anthologies
Stéphane Bourgoin a dirigé plusieurs collections et supervisé la rédaction de près de deux cents anthologies rassemblant des nouvelles policières ou des récits fictionnels fantastiques ou de science-fiction.
- 1983 : Le Démon Noir recueil de nouvelles de Robert Bloch
- 1984 : Terreur sur Hollywood recueil de nouvelles de Robert Bloch
- 1985 : Récits de terreur Weird Tales recueil de nouvelles de Robert Bloch
- 1986 : Les cadavres ne meurent jamais recueil de nouvelles de Robert Bloch
- 1987 : La crypte de l'horreur recueil de nouvelles de Robert Bloch
- 1988 : Fredric Brown : le rêveur lunatique, éditions Encrage, anthologie de témoignages et de textes, bibliographie et filmographie commentées
- 1994 : Psychomania, Fleuve Noir : recueil de nouvelles de Robert Bloch
- 2000 : 12 serial killers, éditions Les Belles Lettres / Manitoba
- 2001 : 13 nouveaux serial killers, éditions Les Belles Lettres / Manitoba

### Roman
2025 : Maniac, éditions Faute de frappe, collection [Compact] Horreur, no 7, novélisation du film éponyme de William Lustig (1980)

### Traductions
- 1987 : Frank Belknap Long : H.P. Lovecraft, le conteur des ténèbres, éditions Encrage, Paris, 1987
- 1988 :
  - En dépit du tonnerre de John Dickson Carr, éditions Rivages
  - Psychopathe de Robert Bloch, éditions Clancier-Guénaud
  - Le Maître du passé de Robert Bloch, éditions Clancier-Guénaud
- 1989 : Polar : mode d'emploi - Manuel d'écriture criminelle, éditions Encrage, prix Maurice Renault 1989, décerné par l'association 813[50]. Livre traduit de Mystery Writer’s Handbook de l'association Mystery Writers of America
- 1990 : Polar : mode d'emploi 2 - Manuel d'écriture criminelle, éditions Encrage

### Préface
- Psychose de Robert Bloch : édition de 2011

## Cinéma
Scénariste :
- Extreme Close-Up[10] de Charles Webb (États-Unis, 1979)
- Johnny does Paris ou All American Stud  de Charles Webb (États-Unis, 1981 ; renommé lors de sa sortie en VHS[N 1]).

Figurant :
- Portrait de groupe no 127 : Le jury du Prix Très Spécial de Gérard Courant[15] (France, 1990).

## Télévision
- 1991 : Serial killers : enquête sur une déviance[51]. Co-réalisateur.
- 2000 : Profession profiler, une femme sur la trace des serial killer, réalisé par Frédéric Tonolli pour France2. Portrait journalistique d'une analyste criminelle sud-africaine[52].
- 2012 : Stéphane Bourgoin raconte. Présentateur, 26 épisodes diffusés sur la chaîne Planète+ Justice[53].
- 2017 : La Mante[54]. Épisode 1, apparaît dans son propre rôle.